# Naples Challenger 1994
Il Naples Challenger 1994 è stato un torneo di tennis facente parte della categoria ATP Challenger Series nell'ambito dell'ATP Challenger Series 1994. Il torneo si è giocato a Naples negli Stati Uniti dal 5 all'11 dicembre 1994 su campi in terra rossa.

## Vincitori

### Singolare
Christian Ruud ha battuto in finale  Brian Dunn con il punteggio di 6–1, 6–0

### Doppio
Trevor Kronemann /  David Macpherson hanno battuto in finale  Marcos Ondruska /  Grant Stafford con il punteggio di 6–3, 7–6